# Alocasia celebica
Alocasia celebica là một loài thực vật có hoa trong họ Ráy (Araceae). Loài này được Engl. ex Koord. mô tả khoa học đầu tiên năm 1898.